# Femi Opabunmi
Femi Opabunmi est un footballeur nigérian né le 3 mars 1985.
Joueur-clé des championnats du monde 2001 des moins de 17 ans, il est le plus jeune Nigérian à avoir joué en Coupe de monde (en 2002), mais n'a jamais su concrétiser en club tous les espoirs placés en lui.
Sa carrière s'est arrêtée en 2006 après des problèmes aux yeux qui ont failli le rendre aveugle.

## Carrière
- 2001 : Shooting Stars ( Nigeria)
- 2001-2004 : Grasshopper Zürich ( Suisse)
- 2004: Hapoël Beer-Sheva ( Israël)
- 2004-2006 : Chamois niortais FC ( France)
- 2006 : Shooting Stars ( Nigeria)